# Mi đuôi dài
Heterophasia picaoides là một loài chim trong họ Leiothrichidae.
Loài này phân bố từ trung bộ Nepal và phía đông bắc Ấn Độ thông qua Bhutan, miền nam Trung Quốc, Lào, Malaysia, Myanmar, Nepal, Thái Lan và Việt Nam, cũng như Sumatra. Chúng được tìm thấy trong rừng thường xanh, gỗ sồi và thông rừng thứ sinh, trảng cây lớn và môi trường sống cạnh rừng.